# Ebionizem
Ebionizem je bilo judovsko heterodoksno krščanstvo, ki je zagovarjalo nizko kristologijo in adopcionizem.
Po judovskem uporu leta 135 je nauk zamrl.